# I Polska Wyprawa w Himalaje
I Polska Wyprawa w Himalaje – polska wyprawa wysokogórska w Himalajach w 1939.

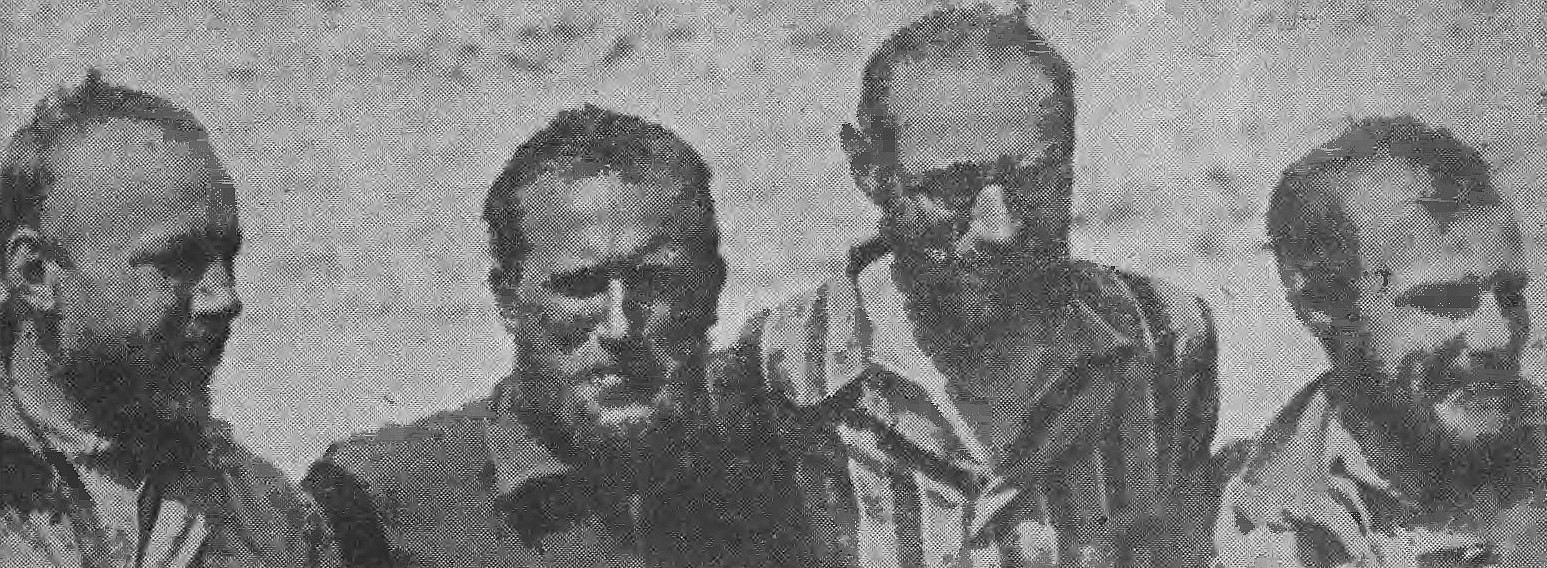
Członkowie wyprawy od lewej: Janusz Klarner, Adam Karpiński, Jakub Bujak, Stefan Bernadzikiewicz

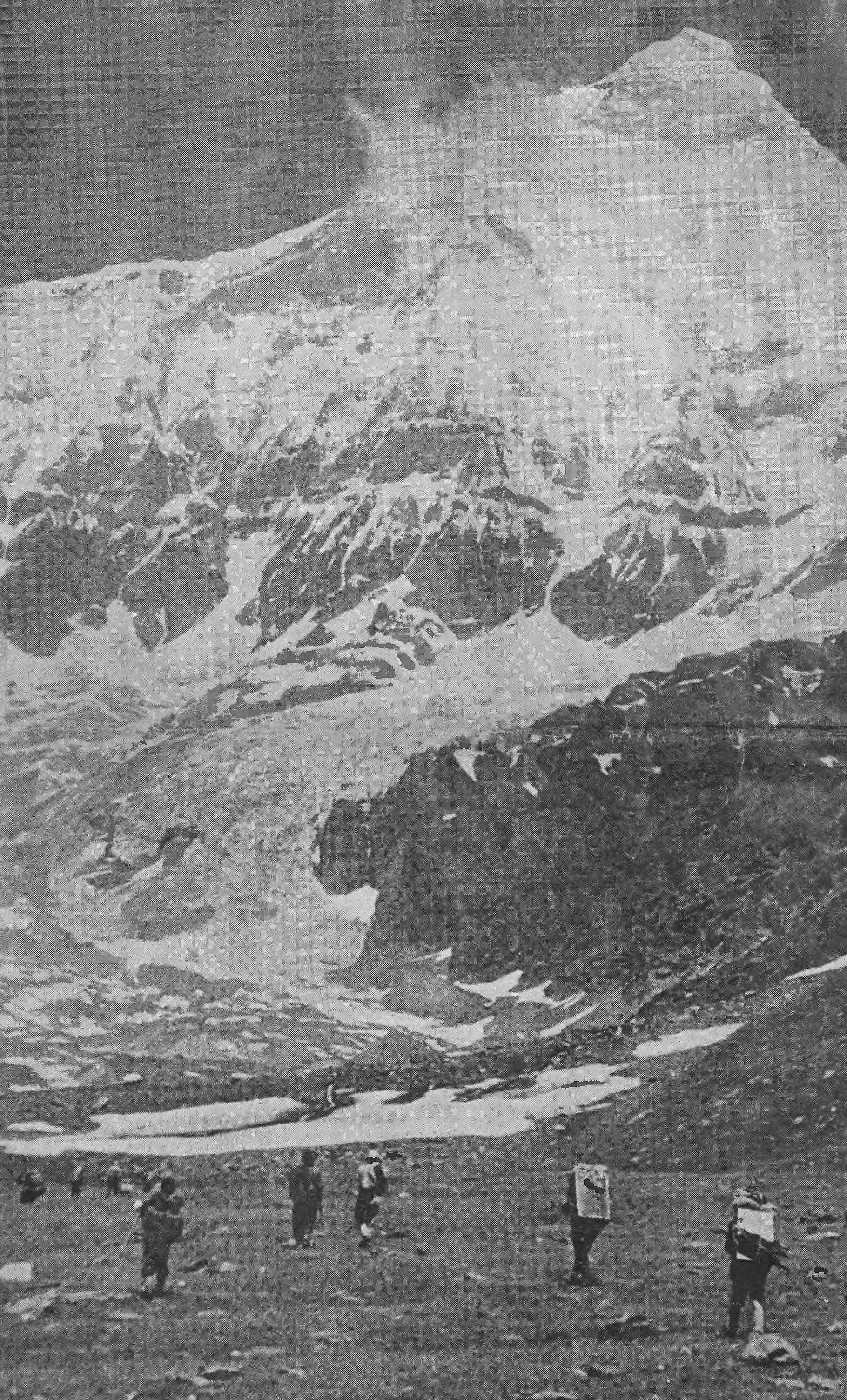
Nanda Devi od wschodu, po lewej południowa grań (1939)

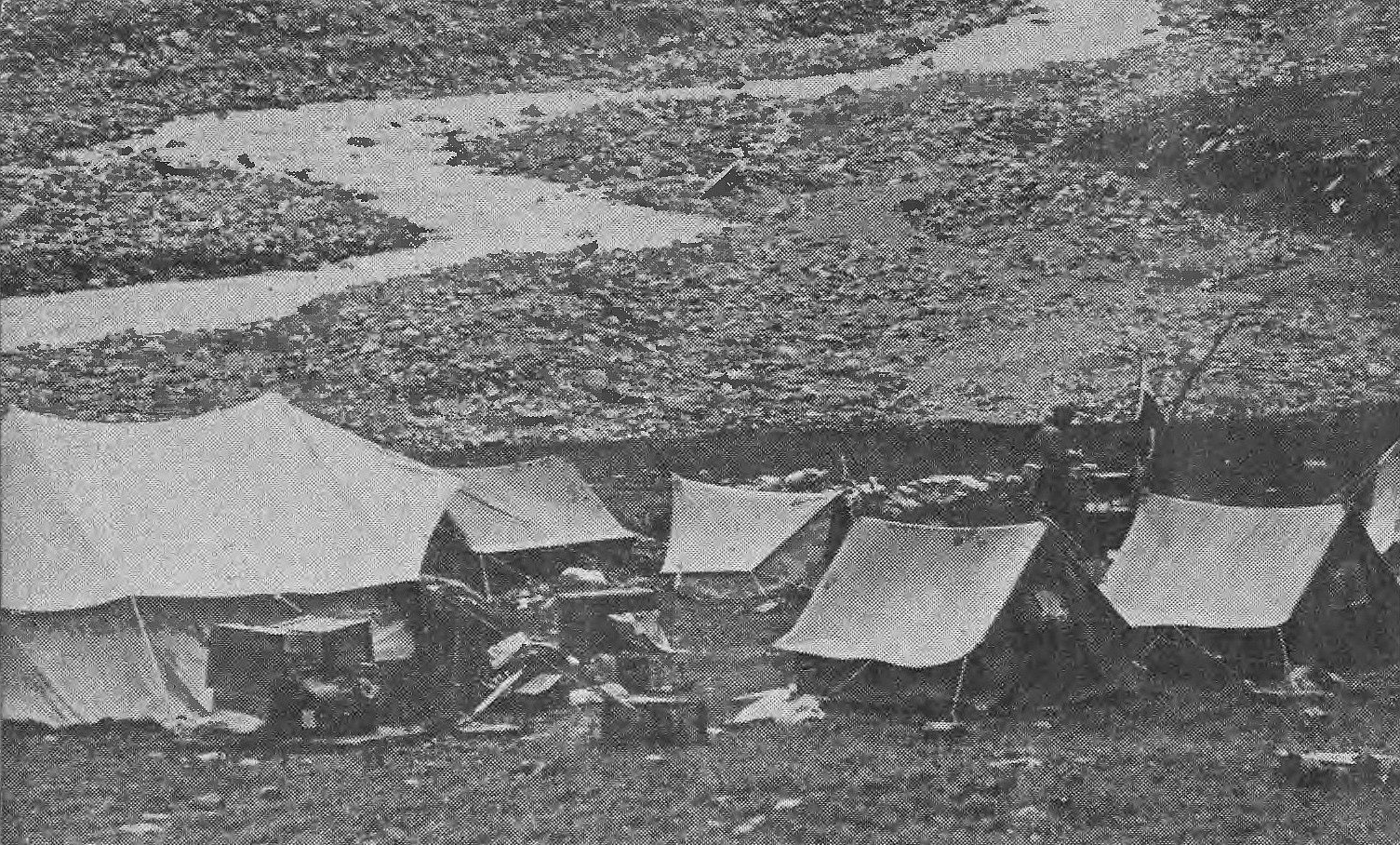
Obóz główny

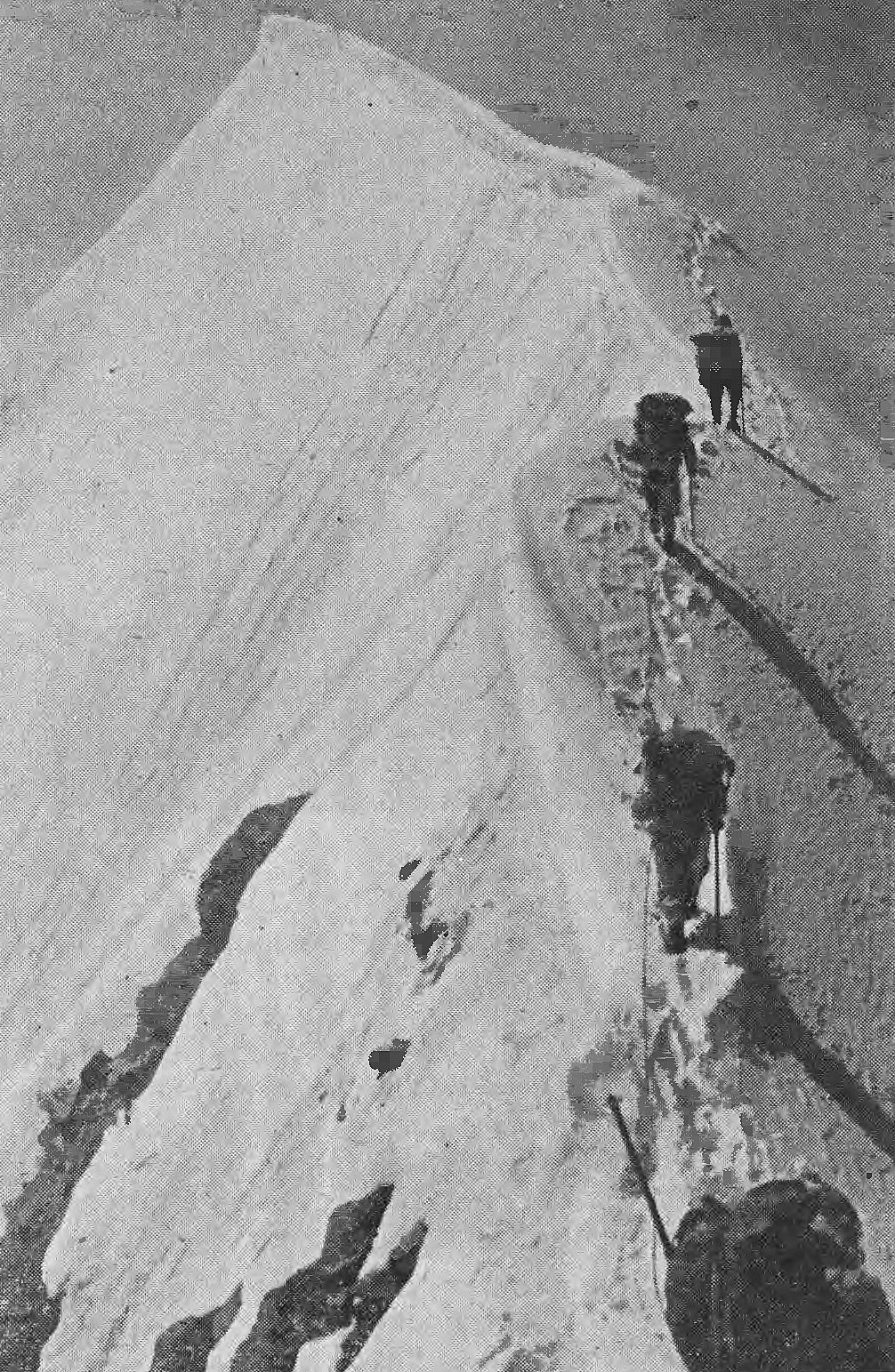
Transport ekwipunku

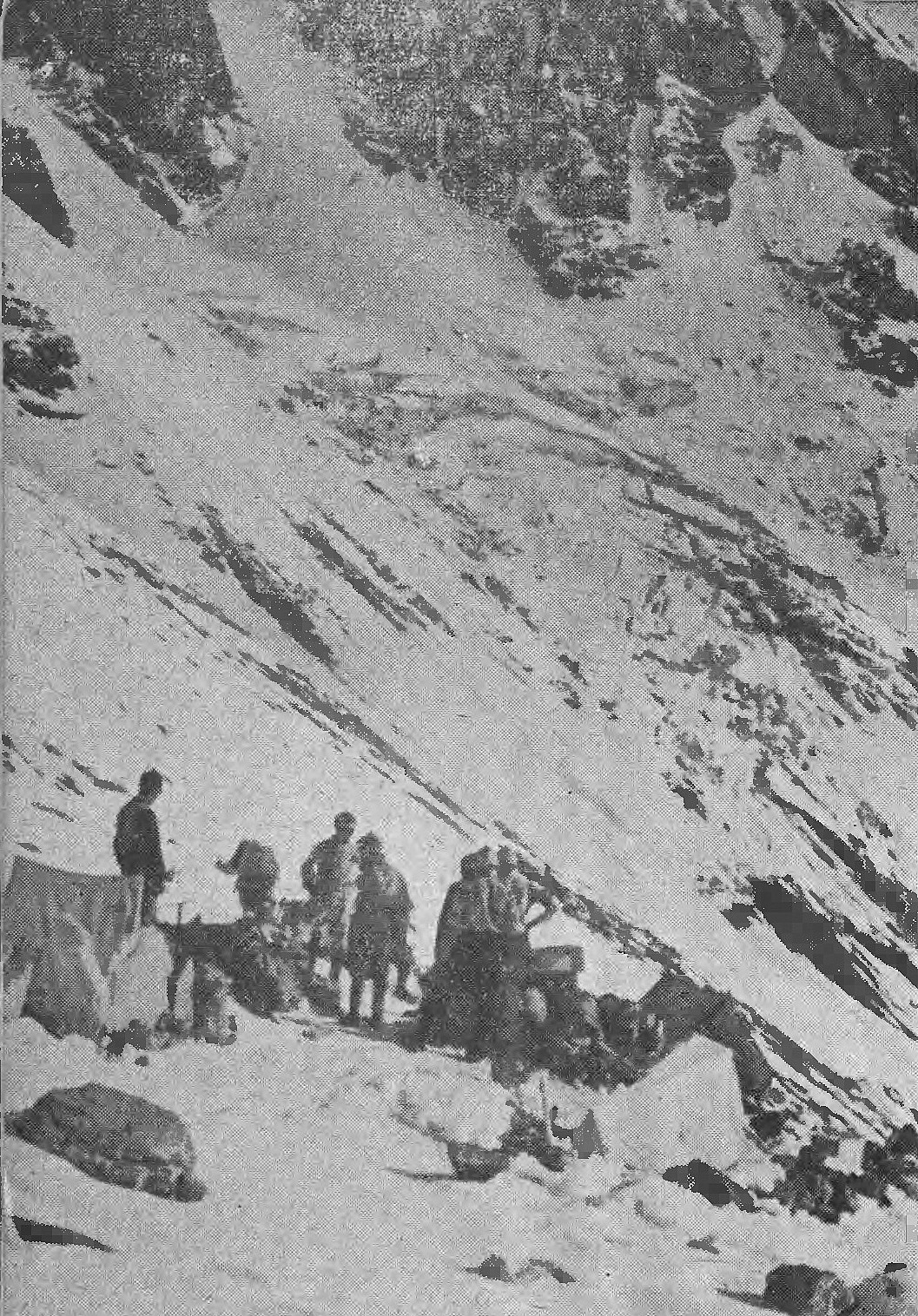
Obóz nr 1

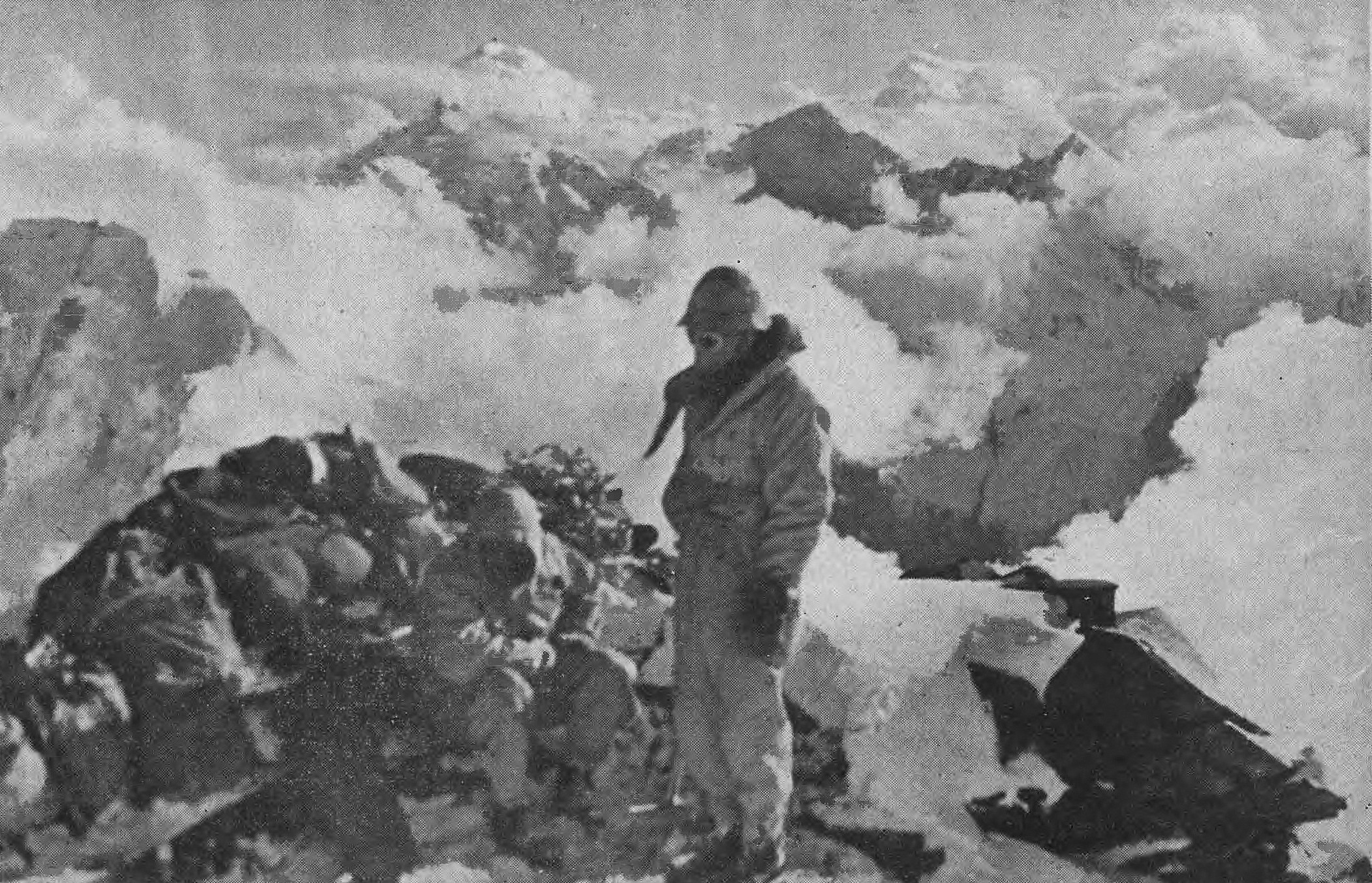
Obóz nr 5

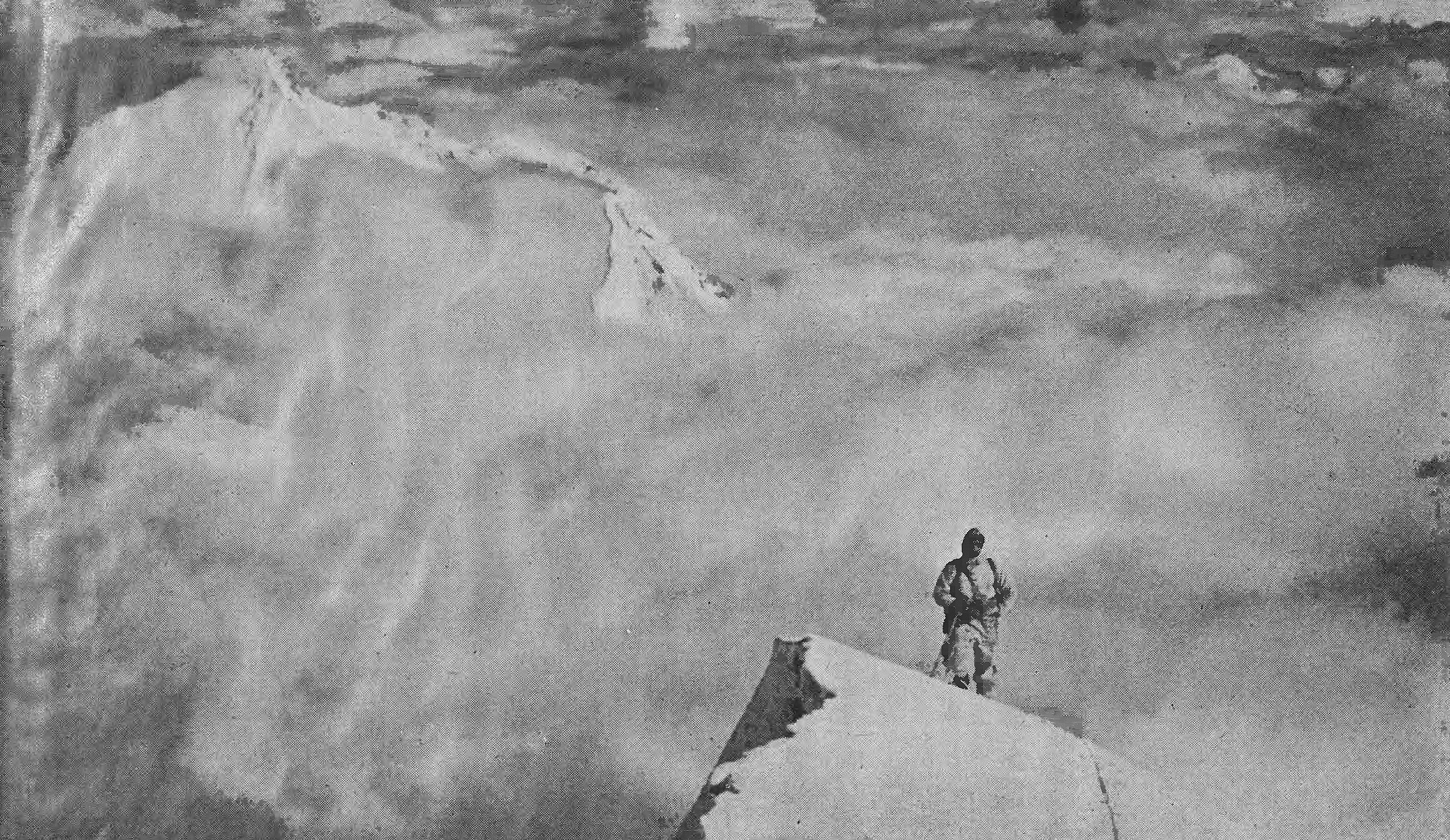
Zdobycie szczytu Nanda Devi Wschodniego

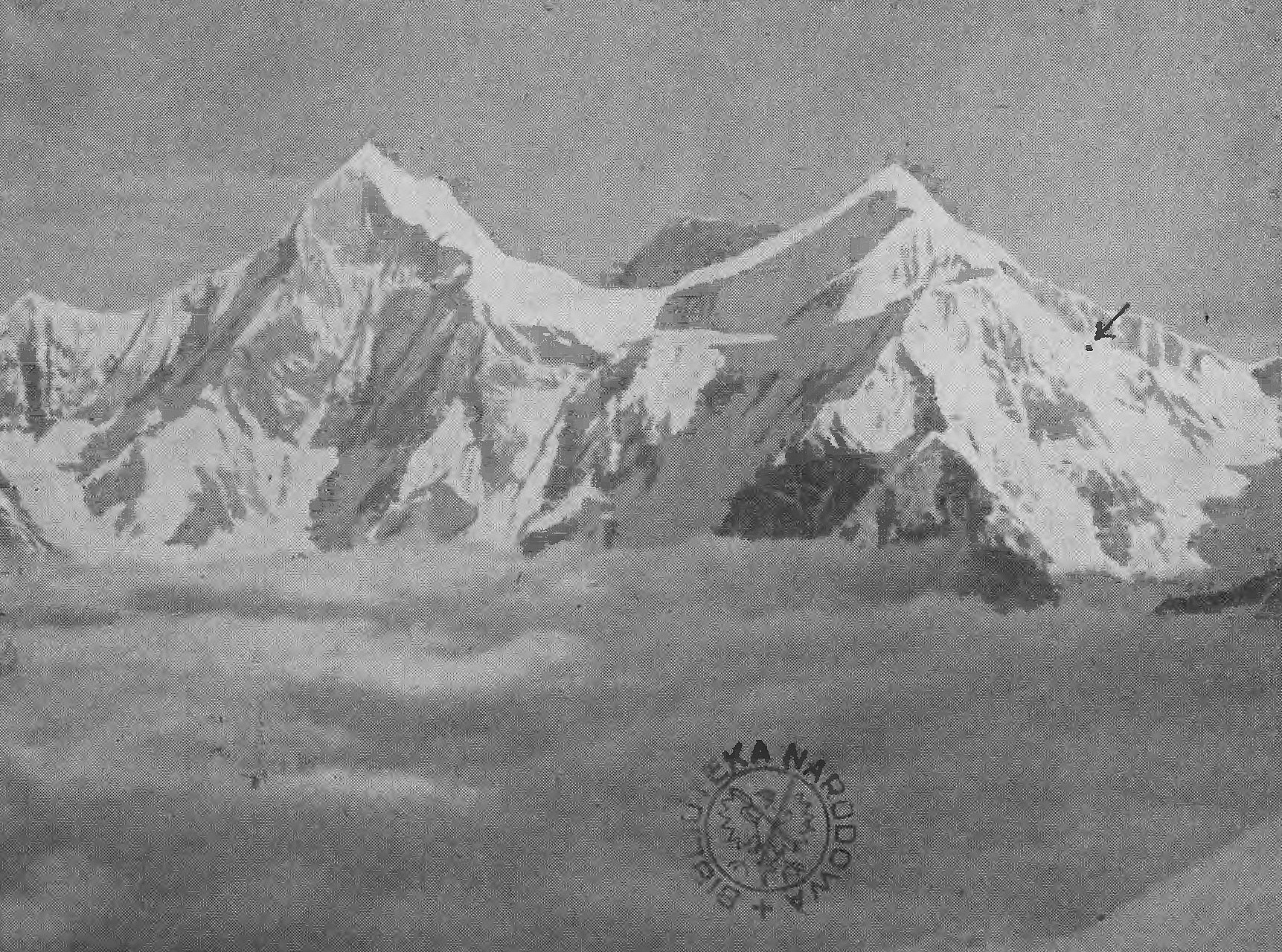
Oznaczenie miejsca zejścia lawiny, pod którą zginęło dwóch uczestników wyprawy

## Historia
Przez lata polscy wspinacze eksplorowali i zdobywali szczyty w rodzimych Tatrach. Z czasem wyjeżdżali na wyprawy w Alpy, a w dekadzie lat 30. XX wieku udawali się dalsze rejony świata, np. do Afryki (Atlas, Ruwenzori), Ameryki (Andy), Azji (Kaukaz), a także na Spitsbergen i Grenlandię.
Pierwsza polska wyprawa w Himalaje (inaczej Pierwsza Polska Wyprawa Himalajska) została zorganizowana przez Klub Wysokogórski Polskiego Towarzystwa Tatrzańskiego. Za cel obrano szczyt Nanda Devi East tj. Wschodni – według ówczesnych pomiarów wznoszący się na wysokość 7430 m n.p.m. (obecnie podaje się, że mierzy 7434 m). Nieudaną próbę jego zdobycia podjął w 1905 dr Thomas G. Longstaff. Wyższy od niego główny szczyt, o wysokości 7816 m n.p.m., został zdobyty w 1936 przez Anglików. PTT złożyło wniosek o zezwolenie na wyprawę do władz brytyjskich i indyjskich w 1935, jednak różne trudności i opóźnienia sprawiły, że zezwolenie nie zostało wydane przez kilka kolejnych lat. Ostatecznie strona polska otrzymała zgodę w marcu 1939. Teoretycznie był to późny termin na podjęcie wyprawy, jako że wówczas przyjmowano, że wspinanie w Himalajach podejmuje się przed nadejściem pory monsunowej, przypadającej w maju lub na początku czerwca. Mimo tego Polacy zdecydowali się na wyjazd i podjęli przygotowania, które zajęły miesiąc.
Pod koniec kwietnia 1939 członkowie wyprawy wyjechali z Warszawy, po czym przez Genuę i Suez udali się drogą morską do Indii Brytyjskich. Tam zatrzymali się na kilka dni w mieście Almora, na obszarze Zjednoczonych Prowincji, gdzie czynili ostatnie przygotowania. W składzie głównym wyprawy było czterech Polaków pochodzących z Warszawy, wśród których byli: kpt. inż. Adam Karpiński (inicjator i lider ekspedycji), inż. Stefan Bernadzikiewicz, dr inż. Jakub Bujak i inż. Janusz Klarner. Wszyscy czterej znali się dobrze i stanowili zgrany zespół. Oprócz znajomości wspinaczki w Tatrach dysponowali już doświadczeniem eksploracji w Alpach, Norwegii, Andach, Kaukazie, na Spitsbergenie i Grenlandii. W Almorze do polskiej czwórki dołączyło dwóch Brytyjczyków: oficer łącznikowy mjr S. Blake i lekarz mjr dr J. R. Foy (wcześniej oficer medyczny British Indian Army).
W Indiach początkowo wyprawa korzystała z transportu kolejowego i drogowego. Ostatecznie uczestnicy przygotowali zapasy i sprzęt na okres trzech miesięcy, ważący przeszło 2 tony. 14 maja karawana wyruszyła z Almory. Wyprawę obsługiwało wtedy 70 najętych tragarzy, których wówczas określano mianem „tygrysów himalajskich”. W 10 dniu marszu uczestnicy odwiedzili wioskę Martoli w dolinie Gori Ganga. Po 12 dniach cały ekwipunek przeniesiono do wyznaczonego miejsca, a tragarze zostali opłaceni i odesłani z powrotem. Po około miesiącu od wyruszenia z Polski wyprawa znalazła się pod szczytem, gdzie założyła bazę.
Tuż po przybyciu pod szczyt rozchorował się Bujak, u którego stwierdzono – na skutek wcześniejszego picia zanieczyszczonej wody – amebozę. Odzyskiwał on siły po kilku dniach leczenia prowadzonego przez dr. Foe. W tym czasie reszta uczestników przenosiła ekwipunek do obozu nr 1 pokonując ponad 900 metrów przewyższenia. W transporcie pomagało im sześciu najętych szerpów. Następnie ustanowili obóz nr 2 i wspinali się wyżej. Z obozu głównego ich działania obserwował powracający do sił Bujak. Polacy wspinali się długą i urwistą południową granią, opadającą w obie strony olbrzymimi urwiskami, ku zachodowi do basenu Nanda Devi, a ku wschodowi trzytysięcznymi ścianami lodowo-skalnymi ponad lodowcem Panchu. Po nagłym nadejściu pory monsunowej, poczynając od 8 czerwca, praktycznie bez przerwy przez 3 dni i noce obficie padał śnieg. Po ich upływie podjęto ponownie wspinaczkę z zamiarem zdobycia szczytu, a do uczestników dołączył Bujak. Ekipa podzieliła się na dwie grupy, z których pierwsza wybierała trasę, wyznaczała ślady w śniegu i zabezpieczała linami trudne odcinki, a druga przenosiła ekwipunek. Założono wtedy obozy nr 3 i 4. Grań, którą pokonywali, po części miała odsłonięte skały, a częściowo była ośnieżona. Po założeniu obozu nr 4 do zdobycia szczytu pozostawało około 900 metrów. Przy sprzyjających warunkach na skuteczny atak wystarczyłyby dwa dni, jednak w ówczesnych okolicznościach zajęło to 12 dni.
Pierwszą próbę podjęli Bernadzikiewicz i Klarner z dwoma tragarzami. Zamierzali oni założyć obóz nr 5 i z niego podjąć atak szczytowy. Próba ta jednak nie powiodła się po tym, jak pod jednym z tragarzy odłamała się skała i tylko pomoc drugiego z nich zapobiegła upadkowi. Tym niemniej dotknięty tym doświadczeniem tragarz przeżył szok i musiał zostać odprowadzony poniżej. Jako następni próbę podjęli Bujak i Karpiński, samodzielnie niosąc ekwipunek. W trakcie wspinaczki, ze względów zdrowotnych zrezygnował Karpiński, któremu po zejściu do głównego obozu u podnóża dr Foe zdiagnozował tę samą chorobę, która wcześniej dotknęła Bujaka. Po kilku dniach złej pogody w obozie nr 4 znaleźli się Bernadzikiewicz, Klarner i Bujak w towarzystwie trzech tragarzy. Korzystając z nieznacznej poprawy aury podjęli trzecią próbę, mając na uwadze krytyczny moment związany z zaistniałym deficytem pożywienia. Po żmudnym dniu wspinaczki osiągnęli wysokość około 7010 metrów, po czym odesłali w dół dwóch tragarzy. Nazajutrz Polacy powstrzymali się od dalszych działań mając na uwadze panujące zachmurzenie i silny wiatr, po czym całą dobę spędzili w namiotach. Następnego dnia rano, w niedzielę 2 lipca 1939, niebo przejaśniło się, temperatura wynosiła ok. -17 stopni Celsjusza i mimo nadal wiejącego wiatru ekipa postanowiła już nie czekać i podjąć atak szczytowy. Początkowo pierwsi wspinali się Bujak z tragarzem, a dalej Klarner z Bernadzikiewiczem, który po trzech godzinach poczuł się źle i postanowił zejść przy pomocy tragarza. Pozostali w akcji Bujak i Klarner, po kilku godzinach zmagań, o godz. 17:20 zdobyli dziewiczy szczyt Nanda Devi Wschodni. Na wierzchołku spędzili około pół godziny. Późną nocą, przy blasku księżyca, obaj powrócili do obozu nr 5. Przez następne trzy dni zwijano wszystkie obozy i powrócono do bazy u podnóża.
Telegram od A. Karpińskiego o sukcesie nadany z Almory nadszedł do Polski 13 lipca 1939. Zdobycie szczytu stanowiło wówczas najwybitniejsze osiągnięcie polskiego alpinizmu i zarazem polski rekord wysokości. W czasach współczesnych wyprawa jest uznawana za „symboliczny początek polskiego himalaizmu”.
Po zakończeniu wspinaczki na Nanda Devi, polscy uczestnicy mieli w zapasie jeszcze kilka tygodni przez zaplanowanym powrotem do ojczyzny. Udali się do lodowca Milam, gdzie dotarli po trzech dniach marszu z dotychczasowego obozu. Pasmo górskie w tym rejonie pozostawało dotychczas nieeksplorowane i składało się z kilku szczytów, z których trzy przekraczały 7000 metrów. Po kilku dniach Polacy zdecydowali się zaatakować drugi co do wysokości szczyt, tj. Tirsuli mierzący 7074 metrów. Podjęli zakładanie obozów w ten sposób, że Bernadzikiewicz i Karpiński wspięli się pierwsi wraz z czterema tragarzami, którzy następnie zeszli i nazajutrz mieli wspinać się z Klarnerem i Bujakiem zabierając pozostały ekwipunek. Nocą z 18 na 19 lipca 1939 zeszła lawina, pod którą w obozie nr 3, na wysokości 6150 metrów, zginęli Bernadzikiewicz i Karpiński.

## Upamiętnienie
Tuż po wyprawie wybuchła II wojna światowa, a w jej trakcie wydano w Glasgow broszurę Jakuba Bujaka pt. Polish Himalayan expedition (1944).
Wyprawę z 1939 opowiedział Janusz Klarner na kartach książki pt. Nanda Devi, wydanej w 1956. W 2015 ukazało się wydawnictwo pt. Dzienniki himalajskie i inne pisma Jakuba Bujaka.
W 70 rocznicę osiągnięcia zorganizowano w 2009 w Polsce specjalną wyprawę, która miała ponownie zdobyć szczyt Nanda Devi.
W 80 rocznicę wydarzenia wydano w 2019 książkę Dariusza Jaronia pt. Polscy himalaiści. W tym samym roku polskich wspinaczy z 1939 upamiętniono wejściem na szczyt Nanda Devi, czego dokonali 27 czerwca 2019 Jarosław Gawrysiak i Wojciech Flaczyński.